# U-707
Unterseeboot 707 foi um submarino alemão do Tipo VIIC, pertencente a Kriegsmarine que atuou durante a Segunda Guerra Mundial.

## Comandantes
| Comandante             | Data                                       |
| ---------------------- | ------------------------------------------ |
| Oblt. Günter Gretschel | 1 de julho de 1942 - 9 de novembro de 1943 |

## Subordinação
Durante o seu tempo de serviço, esteve subordinado às seguintes flotilhas:
| Período                                       | Flotilha                                  |
| --------------------------------------------- | ----------------------------------------- |
| 1 de julho de 1942 - 8 de dezembro de 1942    | 8. Unterseebootsflottille (treinamento)   |
| 9 de dezembro de 1942 - 9 de novembro de 1943 | 7. Unterseebootsflottille (serviço ativo) |

## Operações conjuntas de ataque
O U-707 participou das seguinte operações de ataque combinado durante a sua carreira:
- Rudeltaktik Haudegen (26 de janeiro de 1943 - 2 de fevereiro de 1943)
- Rudeltaktik Nordsturm (2 de fevereiro de 1943 - 9 de fevereiro de 1943)
- Rudeltaktik Haudegen (9 de fevereiro de 1943 - 15 de fevereiro de 1943)
- Rudeltaktik Taifun (15 de fevereiro de 1943 - 20 de fevereiro de 1943)
- Rudeltaktik Specht (19 de abril de 1943 - 4 de maio de 1943)
- Rudeltaktik Fink (4 de maio de 1943 - 6 de maio de 1943)
- Rudeltaktik Naab (12 de maio de 1943 - 15 de maio de 1943)
- Rudeltaktik Donau 2 (15 de maio de 1943 - 26 de maio de 1943)
- Rudeltaktik Schill (25 de outubro de 1943 - 9 de novembro de 1943)